# 大熊清

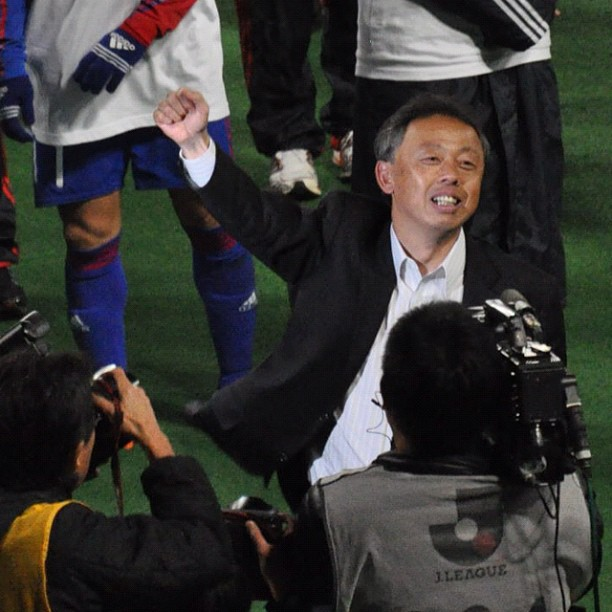
大熊清

大熊 清（おおくま きよし、1964年6月21日 - ）は、埼玉県浦和市（現・さいたま市）出身の元サッカー選手、サッカー指導者。現役時代のポジションはディフェンダー（DF）。サッカー指導者の大熊裕司は実弟。サッカー選手の大熊健太は実子である。

## 来歴

### 選手時代
1980年に浦和市立南高校（現・さいたま市立浦和南高等学校）に入学。在学中、埼玉県選抜として2度の国体に出場し、1981年大会では準優勝。3年次の1983年1月に開催された全国高等学校サッカー選手権大会においてベスト8に進出した。1983年に入学した中央大学ではサッカー部に所属した。
1987年、日本リーグ1部のクラブからもオファーを受けていたが、鈴木徳彦からの勧誘で東京ガスに入社し、関東リーグに所属する同社の企業サッカー部に入部。1988年には入部2年目にして主将を任され、リーグ2位で地域リーグ決勝大会に進出したが、3位に終わり日本リーグ（JSL）昇格を逃した。1990年には守備の中心として川勝良一、大金直樹、小林伸樹らと共に地域リーグ決勝大会を制し、1991年よりJSL2部に昇格。1992年にはジャパンフットボールリーグ（JFL）1部に移行した。このシーズン途中に入団したアマラオと共にプレーし、同年を最後に現役を引退。サッカー部部長の鳥原光憲には、当時から「将来の監督」と見込まれていた。

### 指導者時代

#### FC東京監督（第1期）
1993年から東京ガスに籍を置いたまま、母校の中央大学でコーチを務めた。1994年には鳥原の指示で 鈴木によって東京ガスサッカー部に呼び戻され、今井敏明監督の下、倉又寿雄と共にコーチを務めた。今井の辞任に伴い、同年末の天皇杯から代行として指揮を執った。
1995年に正式に東京ガスSC監督に就任（倉又はヘッドコーチに昇格）。大熊・倉又・鈴木の3人による一枚岩体制で（鳥原談）、「勝ち続けるしかない（大熊談）」チームを牽引した。同年7月、東京ガスは大熊の中央大学での教え子でもあるMF岡島清延を獲得し、布陣を再編。MF藤山竜仁をDF（サイドバック）へとコンバートして守備を安定させ、4バック・ドイスボランチというこれ以後長きに渡って続く基本布陣の原型を作った。1996年には倉又に練習の半分を任せ、高校の先輩でもある田嶋幸三の下でS級ライセンスを受講。1997年の天皇杯ではJリーグの3クラブを破ってベスト4に進出した。1998年にはJFLで優勝。
1999年、クラブがFC東京としてプロ化し、J2（Jリーグ2部）に参加。大熊は東京ガス社員（正式には東京ガスからの出向扱い）のままプロクラブの指揮を執り、同リーグ2位で翌2000年からのJ1（Jリーグ1部）昇格を果たした。大熊は、格上の相手が揃うJ1の中で成績を残すには戦術を徹底させることが必要と考え、一貫してショートカウンターを志向した。開幕戦で対戦した横浜FM・中村俊輔からは「蹴って走るだけの部活サッカー」と嘲られたが、東京の労を厭わずに走るサッカーは当時のJ1においては異色で、序盤に首位を維持した快進撃が認められ、アジアサッカー連盟2000年3月度月間最優秀監督賞を受賞。Jリーグクラブの監督としては5人目、日本人に限ると3人目の快挙だった。大熊の手腕はクラブ内で高く評価されていたものの、クラブの飛躍のためには新たな編成が必要との判断から、2001年限りでFC東京監督を退任。

#### U-20日本代表監督・日本代表コーチ
2002年よりFC東京強化部長代理を務め、同年3月にU-19日本代表監督の田嶋に請われて日本サッカー協会（JFA）技術委員に就任。しばらくは直接の指導をしない立場としてサッカーに携わろうと考えていたところ、同年8月に田嶋がJFA技術委員長に就き、U-19代表監督が空位となったことから、大熊が同監督に就任。準備期間は僅かだったが FC東京同様、選手にハードワークを厳しく要求し、10月にカタールで開催されたAFCユース選手権で準優勝。さらに翌2003年11月から12月にかけてUAEで開催されたFIFAワールドユース選手権ではU-20日本代表を指揮し、走り負けないサッカーの実践とスーパーサブ・坂田大輔らの活躍によって ベスト8に進出した。この年にはU-18日本代表監督も兼務し、2大会連続でU-20世代を率いることになった。2004年9月から10月にマレーシアで開催されたAFCユース選手権では3位、2005年6月にオランダで開催されたワールドユース選手権ではモロッコに敗れてベスト16。この大会をもって監督を退任し（JFA技術委員は継続）、FC東京強化部長代理に復帰した。
2006年7月にイビチャ・オシム監督の下でサッカー日本代表コーチに就任。オシムの後任である岡田武史監督の下でも引き続きコーチを務め、2010年に南アフリカで開催されたFIFA ワールドカップ後に退任した。

#### FC東京監督（第2期）
2010年9月19日、城福浩監督の解任に伴い、J2降格圏に低迷していたFC東京の監督に9年ぶりに復帰。同年リーグ優勝した名古屋に勝利するなどチームを立て直したが、最終節に敗れてJ2降格を喫した。
2011年も引き続きFC東京の監督を務め、序盤こそ出遅れたものの、チームに薄れつつあった謙虚さとひたむきさを蘇らせ、J2優勝及び1年でのJ1昇格を果たした。同年限りでの退任が発表されて 臨んだ天皇杯では、クラブ初、J2勢としても初の優勝を果たし有終の美を飾った。
2012年よりFC東京のテクニカルディレクターに就任。育成部長に就いた倉又と共に下部組織を統括し、クラブのスタイルや目標に明確な方向性を持たせるべく「幹の部分（大熊談）」を作ることに尽力した。2013年限りで同職を退任。

#### 大宮アルディージャ監督
2014年から大宮アルディージャの監督に就任。東京ガス在籍時からの盟友・鈴木は同年より大宮のチーム統括に就いた。情熱と規律を併せ持つ姿勢を評価されたことも相まって、大宮でも球際、攻守の切り替え、運動量といった「サッカーの本質」を重視した指導を続けたが、主力選手の負傷も重なって“らしさ”を浸透させることができず、FIFAワールドカップによるリーグ戦中断明け以降も8試合で3分5敗と立て直しに失敗。J1第22節浦和戦（さいたまダービー）敗戦翌日の8月31日付けで退任した。鈴木も翌9月1日付で退任。

#### セレッソ大阪強化部長・監督
2014年12月、セレッソ大阪の強化部長に就任。同年の成績不振を踏まえて劣勢や主力欠場に耐えうる複数の実力者を的確に補強し、セカンドチーム発足に備えた人員を確保した。
2015年11月17日、自ら交渉し招聘させたパウロ・アウトゥオリに代わって監督に就任。既にリーグ戦は最終節を残すのみという異例の時期の交代劇であり、最終節とJ1昇格プレーオフ（PO）進出時の同試合の指揮を執ることになった。アウトゥオリの戦い方を引継ぎながらも、チームに欠けていた意思疎通や闘争心、競争意識を高め 軌道修正に成功。最終節東京V戦に勝利して4位でPO出場を確保した。POでは、ベテラン勢を恃みに 粘り強い守備で準決勝・5位愛媛戦の失点を免れ 0-0で決勝進出。PO決勝・3位福岡戦では、試合終了間際に痛恨の失点を喫して 1-1で試合終了となり、J1昇格を逃した。
同年末、2016年の監督留任が決まった。強化担当としての兼務による激務の中で、選手層を活かしきれていないとの批判も浴びたが、2014年途中から瓦解の続いていたチームを一丸とさせ、前年に続きリーグ4位でPOに進出。準決勝・5位京都戦は1-1で決勝に進み、決勝・岡山戦の勝利によって3年ぶりのJ1昇格を果たした。これを手土産に監督を退任し、2017年からは強化部長に専念。

#### 清水エスパルスGM
2019年、12月23日付で清水エスパルスのGMに就任。
2023年12月31日付けでGM兼サッカー事業本部長を退任することが発表された。

#### 京都サンガGM
2024年5月17日、同年6月1日付で京都サンガF.C.のGMに就任すると発表された。

## その他
- 東京ガスSC監督時代は西が丘サッカー場や江戸川区陸上競技場のバックスタンドの観客席までよく通る大声の指示で知られていた。AFCユース選手権2002では、観客の少ない閑散とした会場に響き渡る「サンキュー坂田（大輔）! サンキューな!」「茂木（弘人）!茂木!茂木がんばれ茂木!」という声が集音マイクに拾われ、全国的にも大声が知られるようになった[63]。さらに2006年のA代表コーチ就任に伴い、サッカーファンを越えて広く認知されるに至る[64]。自身の大声について「試合中の指示は半分も伝わらないと思っている。一緒に戦っていたいという姿勢の現れ。」「僕の指示を逆手にとってくれるくらいで良い」と語っている[65]。
- FC東京のサポーターからは「熊」の愛称で親しまれている他、選手からも「ビッグベア」とも呼ばれることがある。2011年にはFC東京が「BIG BEAR」Tシャツ（徳永悠平がデザイン）を販売している[66]。
- 元日本代表監督のイビチャ・オシムは南アフリカワールドカップ前のスカパー!で放送されたインタビューにおいて、インタビュアーが「川口能活が陰のリーダー、ベンチのリーダーとして期待されているが」との問いかけに対して、オシムは「ベンチのリーダーは大熊がいる」と評価したといわれる。

### 戦術・指導法
東京ガス/FC東京でコーチを務めた倉又によれば、大熊は、チームメート間での競争意識を持たせる練習と、チーム内で勝てない選手は試合に出られないという起用法を貫き通し、選手には運動量と玉際で戦う姿勢を要求し続けた。U-20日本代表やFC東京で大熊の指揮の下プレーした今野泰幸は、大熊が徹底していることはサッカーの本質であり、サッカー選手として当たり前にするべきことであると自著に記している。
また、素早い攻守の切り替え・全員守備を志向し、得点力や足元の技術を持ち味とし攻撃的なポジションに配されるような選手であっても、守備やサポートの動き出しを怠れば容赦なく怒声を浴びせる。一方、こうした前線の選手が献身的に奔走した場合には高い評価を与え、大声で鼓舞。上述の「サンキュー坂田」などはそのワンシーンである。
大熊は、周囲から守備的な監督というイメージを持たれているようだが、相手からのボール奪取は「攻撃の起点」であり、攻守一体を標榜している旨コメントしている。

## 個人成績
| 国内大会個人成績 | 国内大会個人成績 | 国内大会個人成績 | 国内大会個人成績 | 国内大会個人成績 | 国内大会個人成績 | 国内大会個人成績 | 国内大会個人成績 | 国内大会個人成績 | 国内大会個人成績 | 国内大会個人成績 | 国内大会個人成績 |
| 年度             | クラブ           | 背番号           | リーグ           | リーグ戦         | リーグ戦         | リーグ杯         | リーグ杯         | オープン杯       | オープン杯       | 期間通算         | 期間通算         |
| 年度             | クラブ           | 背番号           | リーグ           | 出場             | 得点             | 出場             | 得点             | 出場             | 得点             | 出場             | 得点             |
| 日本             | 日本             | 日本             | 日本             | リーグ戦         | リーグ戦         | JSL杯            | JSL杯            | 天皇杯           | 天皇杯           | 期間通算         | 期間通算         |
| ---------------- | ---------------- | ---------------- | ---------------- | ---------------- | ---------------- | ---------------- | ---------------- | ---------------- | ---------------- | ---------------- | ---------------- |
| 1987             | 東京ガス         |                  | 関東             |                  |                  | -                | -                |                  |                  |                  |                  |
| 1988             | 東京ガス         |                  | 関東             |                  |                  | -                | -                |                  |                  |                  |                  |
| 1989             | 東京ガス         |                  | 関東             |                  |                  | -                | -                |                  |                  |                  |                  |
| 1990             | 東京ガス         |                  | 関東             |                  |                  | -                | -                |                  |                  |                  |                  |
| 1991-92          | 東京ガス         | 3                | JSL2部           | 6                | 0                | 0                | 0                |                  |                  |                  |                  |
| 1992             | 東京ガス         | 3                | 旧JFL            |                  |                  | -                | -                |                  |                  |                  |                  |
| 通算             | 日本             | 日本             | JSL2部           | 6                | 0                | 0                | 0                |                  |                  |                  |                  |
| 通算             | 日本             | 日本             | 旧JFL            |                  |                  | -                | -                |                  |                  |                  |                  |
| 通算             | 日本             | 日本             | 関東             |                  |                  | -                | -                |                  |                  |                  |                  |
| 総通算           |                  |                  |                  |                  |                  |                  |                  |                  |                  |                  |                  |

- JSL（2部）初出場：1991年9月8日 対川崎製鉄戦（岡山県営陸上競技場）

## 指導歴
- 1993年 中央大学学友会サッカー部 コーチ
- 1994年 - 1998年 東京ガスサッカー部/東京ガスフットボールクラブ
  - 1994年 コーチ
  - 1994年 - 1998年 監督 (1994年は監督代行)
- 1999年 - 2006年 FC東京
  - 1999年 - 2001年 トップチーム 監督
  - 2002年 - 2006年 強化部長代理
- 2002年 - 2010年 日本サッカー協会（2006年までは出向[69]）技術委員/ナショナルコーチングスタッフ
  - 2002年8月 - 2003年12月 U-19/U-20日本代表 監督
  - 2003年4月 - 2005年7月 U-18/U-19/U-20日本代表 監督
  - 2006年8月 - 2010年7月 日本代表 コーチ
- 2010年9月 - 2013年 FC東京
  - 2010年9月 - 2011年 トップチーム 監督
  - 2012年 - 2013年 テクニカルディレクター
- 2014年12月 - 2014年8月 大宮アルディージャ 監督
- 2014年12月 - 2019年 セレッソ大阪
  - 2014年12月 - 2015年11月 強化部長
  - 2015年11月 - 2015年12月 監督兼強化部長
  - 2016年 監督兼チーム統括部フットボールオペレーショングループ部長
  - 2017年 - 2019年 チーム統括部フットボールオペレーショングループ部長
- 2019年12月 -  2023年 清水エスパルス
  - 2019年12月 - 2020年 ゼネラルマネージャー
  - 2021年 - 2023年 取締役ゼネラルマネージャー兼サッカー事業本部長
- 2024年6月 - 京都サンガF.C. ゼネラルマネージャー

## 監督成績
| 年度   | クラブ   | 所属   | リーグ戦 | リーグ戦 | リーグ戦 | リーグ戦 | リーグ戦 | リーグ戦 | カップ戦       | カップ戦 |
| 年度   | クラブ   | 所属   | 順位     | 勝点     | 試合     | 勝       | 分       | 敗       | ナビスコ杯     | 天皇杯   |
| ------ | -------- | ------ | -------- | -------- | -------- | -------- | -------- | -------- | -------------- | -------- |
| 1994   | 東京ガス | 旧JFL  | -        | -        | -        | -        | -        | -        | -              | ベスト8  |
| 1995   | 東京ガス | 旧JFL  | 3位      | 61       | 30       | 20       | -        | 10       | -              | 1回戦    |
| 1996   | 東京ガス | 旧JFL  | 3位      | 73       | 30       | 24       | -        | 6        | -              | 3回戦    |
| 1997   | 東京ガス | 旧JFL  | 2位      | 68       | 30       | 24       | -        | 6        | -              | ベスト4  |
| 1998   | 東京ガス | 旧JFL  | 優勝     | 69       | 30       | 24       | -        | 6        | -              | 3回戦    |
| 1999   | FC東京   | J2     | 2位      | 64       | 36       | 21       | 3        | 12       | ベスト4        | 4回戦    |
| 2000   | FC東京   | J1     | 7位      | 43       | 30       | 15       | 1        | 14       | 2回戦          | 3回戦    |
| 2001   | FC東京   | J1     | 8位      | 41       | 30       | 13       | 5        | 12       | 2回戦          | 3回戦    |
| 2010   | FC東京   | J1     | 16位     | 15       | 11       | 4        | 3        | 4        | -              | ベスト4  |
| 2011   | FC東京   | J2     | 優勝     | 77       | 38       | 23       | 8        | 7        | -              | 優勝     |
| 2014   | 大宮     | J1     | 17位     | 16       | 22       | 3        | 7        | 12       | グループリーグ | 4回戦    |
| 2015   | C大阪    | J2     | 4位      | 3        | 1        | 1        | 0        | 0        | -              | -        |
| 2016   | C大阪    | J2     | 4位      | 78       | 42       | 23       | 9        | 10       | -              | 3回戦    |
| 通算   | 日本     | J1     | -        | -        | 93       | 35       | 16       | 42       | -              | -        |
| 通算   | 日本     | J2     | -        | -        | 117      | 68       | 20       | 29       | -              | -        |
| 通算   | 日本     | 旧JFL  | -        | -        | 120      | 92       | -        | 28       | -              | -        |
| 総通算 | 総通算   | 総通算 | -        | -        | 330      | 195      | 36       | 99       | -              | -        |

- 1994年は天皇杯から監督代行として指揮。
- 2010年は第24節から第34節まで指揮。順位はシーズン最終順位。
- 2014年は第1節から第22節まで指揮。順位は第22節終了時点。
- 2015年は第44節のみ指揮。順位はシーズン最終順位。

## タイトル

### 監督時代
東京ガスサッカー部
- JFL：1回（1998年）

FC東京
- J2リーグ：1回（2011年）
- 天皇杯：1回（2011年）